# Họ Cá nheo râu dài
Họ Cá nheo râu dài, tên khoa học Pimelodidae, là một họ cá da trơn (bộ Siluriformes).

## Phân bố
Tất cả các loài Pimelodidae được tìm thấy ở Nam Mỹ và khu vực Isthmus thấp. 
Phạm vi của chúng đến từ Nam Mỹ và phía bắc Panama đến phía nam Mexico.

## Sinh thái học
Chúng nói chung là cá đáy, mặc dù một số là cá nổi và có thể lọc ăn. Chúng không bảo vệ con của chúng.

## Mối quan hệ với con người
Do kích thước lớn của nhiều loài, pimelodids là cá thực phẩm quan trọng ở Nam Mỹ. Nhiều loài đã được lai thông qua việc sử dụng các kích thích tố trong một nỗ lực để có được cá lớn hơn. Yếu tố kích thước tương tự này cũng làm cho chúng rất phổ biến cho câu cá thể thao.